# Vercolac
La Vercolac è stata un'azienda italiana chimica specializzata nella produzione di vernici.

## Storia
Fondata a Milano negli anni cinquanta, ebbe un primo laboratorio proprio all'inizio degli anni sessanta in via Alamanni 18, esteso nel 1961. Il periodo di massima espansione coincise con le commesse da parte di case automobilistiche e motociclistiche, fra le quali Alfa Romeo e Moto Guzzi, per la progettazione e la realizzazione di nuove gamme di colori per i veicoli in vendita in quel periodo.
Nel 1969 la Vercolac fu acquisita dalla Astral, dedicandosi anche alle vernici per l'industria aerospaziale. Nel 1970, per poter seguire l'andamento degli ordinativi, la Vercolac dovette trasferirsi in un nuovo capannone, in via Croce 11 a Cesano Boscone. Con l'acquisizione di Astral da parte di Akzo, nello stesso 1970, sia Astral che Vercolac divennero marchi di Akzo che, fondendosi nel 1994 con Nobel, darà luogo ad Akzonobel.
A cavallo fra gli anni sessanta e settanta, per poter rifornire in maniera efficiente la neonata INCA Alfasud Spa, la Vercolac aprì uno stabilimento a Casoria di Napoli. Curiosamente, anziché operare quale fabbrica operativa della Vercolac, venne fondata una nuova azienda, la Vercolac Sud, che operò per alcuni anni come marchio gemello alla Vercolac "Nord", ormai di proprietà di Akzo. La INCA decise poi di optare anche per altri fornitori di vernici.

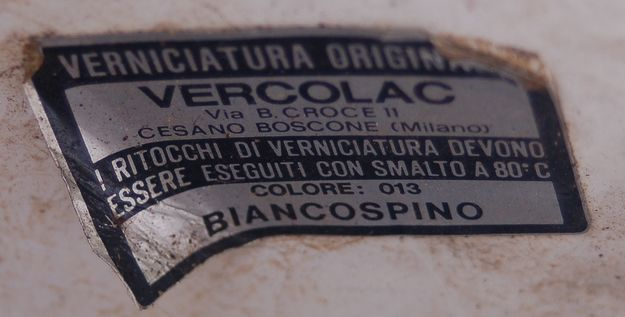
Etichetta descrittiva vernice Vercolac Cesano Boscone

Successivamente, il settore dell'automobile fu abbandonato dalla Vercolac, probabilmente a causa della concorrenza, anche interna; la sola Alfa Romeo si riforniva anche da Du pont De Nemours, Max Meyer, Duco Montedison mentre Innocenti - altro cliente storico - utilizzava anche vernici I.V.I., Italver, Tecnomax, e della milanese Lalac, alcune delle quali inglobate progressivamente dalla Akzo.
Vercolac continuò a interessarsi al settore aereo anche militare all'inizio degli anni ottanta. Oggi il marchio è caduto in completo disuso.

## Produzione
Nel corso della sua storia la Vercolac, grazie alla sperimentazione anche in campo aerospaziale, riuscì a dare una nuova resistenza a gamme cromatiche fino ad allora non utilizzate, che contribuirono a modernizzare il marchio Alfa Romeo. Alcuni dei colori del decennio furono il Le Mans Blue (Ar348), il Blu Pervinca (Ar357), il Blu Posillipo (Ar36), il Grigio Nube (Ar763).